# مستشفى ابن سينا
مستشفى ابن سينا هو مستشفى حكومي في بغداد، المنطقة الخضراء. افتتح يوم 20 آذار 1964، وقد تناوب على أدارتها الحكومات العراقية المتعاقبة وبعد سقوط نظام صدام أصبحت المستشفى بأدارة قوات الائتلاف في عام 2003 ولغاية عام 2009، حيت تم تسليمها الي الحكومة العراقية متمثله بوزارة الصحة وبقيت مفتوحة لتقديم الخدمات الطبية والصحية ولغاية بدء الأعمار والترميم في 16 كانون الأول 2010. وأستأنف العمل الطبي فيها بعد انتهاء مؤتمر القمة في بغداد . سميت تيمنا على اسم العالم المسلم إبن سينا.
بعد أنتهاء أعمال المرحلة الأولى من ترميم وأعمار من قبل الشركة التركية (norsoy). وبتأريخ 22 آذار 2012 تم أكمال جميع مرافق المستشفى في وحدات (الأستشارية – الطوارئ - الأسنان – الرنين – المفراس – المختبر – الأشعة) مع وحدة عناية مركزية.

## الافتتاح
افتتح المستشفى في يوم 20 آذار 1964 من قبل رئيس الوزراء طاهر يحيى وبحضور وزير الصحة شامل السامرائي في منطقة كرادة مريم. وكانت تتألف من ثلاث طوابق وتبلغ سعتها 44 سرير وتضم صالتين للعمليات الكبرى وصالة للعمليات الصغرى وقسما للولادة والاطفال وقسم الجراحة العامة والخاصة وقسم الطبابة العامة وقسم العيون وقسم الانف والاذن والحنجرة وقسما للاشعة والمختبر واقسام العيادة الخارجية. ويعمل في المستشفى أربعة اطباء وحوالي عشرون ممرضة.

## الأختصاصات الطبية الموجودة
- جراحة عامة
- باطنية وقلبية
- طوارئ
- أسنان
- نسائية
- سونار
- نفسية
- أشعة
- كسور